# Izydor Oracz

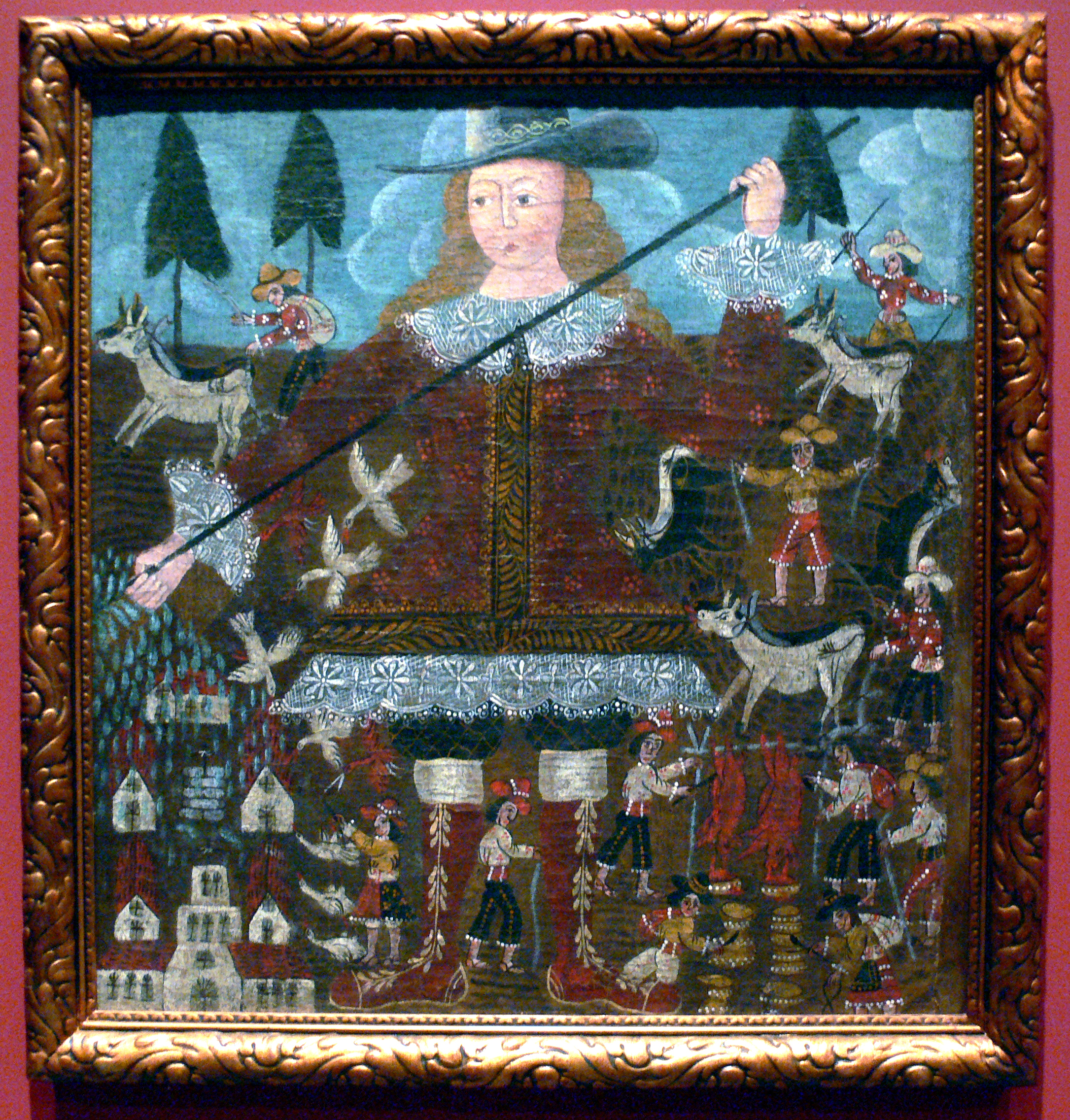
Ludowy wizerunek św. Izydora

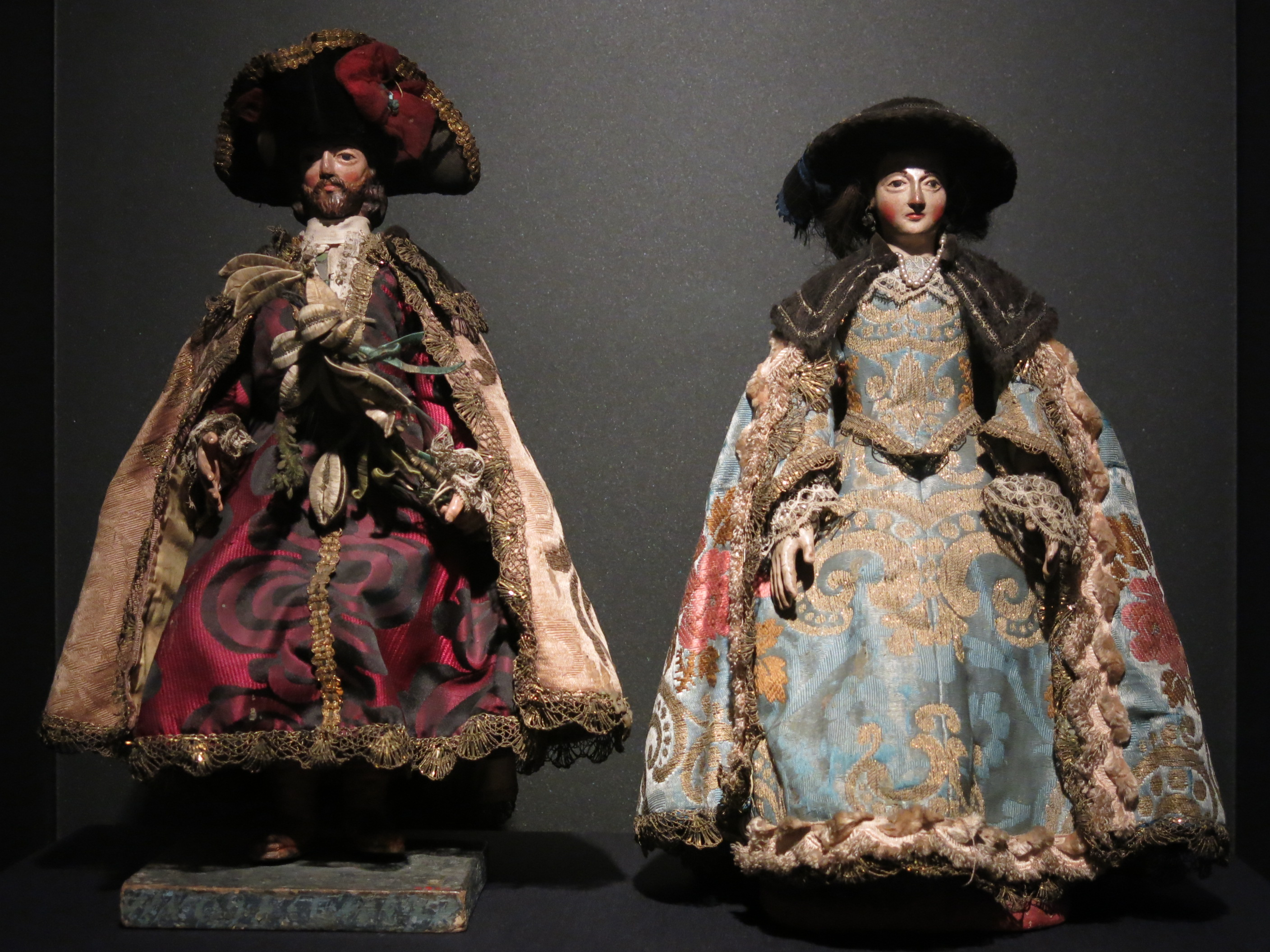
XVIII-wieczne rzeźby św. Izydora i bł. Marii de la Cabeza

Izydor Oracz (hiszp. Isidro Labrador; ur. ok. 1080 w Madrycie, zm. ok. 1130 tamże) – święty katolicki pochodzący z Hiszpanii, patron chłopów.

## Życiorys

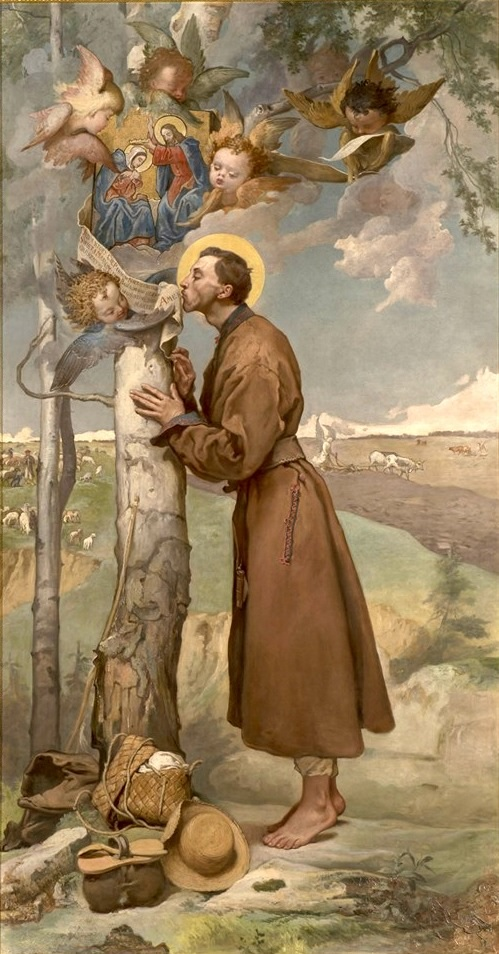
Izydor Oracz pogrążony w modlitwie, w tle anieli pracujący w polu - obraz Józefa Buchbindera

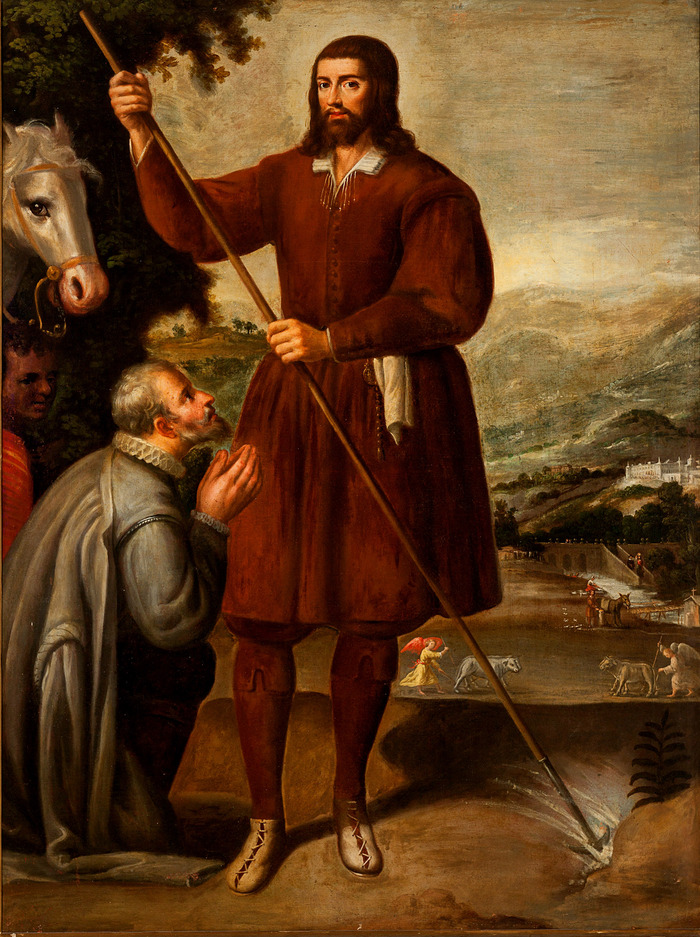
Tradycyjne przedstawienie świętego Izydora

Urodził się w Madrycie w ubogiej i religijnej rodzinie, która przeniosła się na wieś. Bieda zmusiła go do pracy w charakterze parobka u zamożnych sąsiadów. Według legendy miewał wizje, jego życiu towarzyszyly cudowne zdarzenia, a w czasie gdy się modlił, w pracy na roli  pomagał mu anioł.
Po ślubie z Marią Toribią przeniósł się do Madrytu. Ponownie go opuścił, gdy Arabowie zajęli miasto, a powrócił, kiedy Madryt został  opanowany przez Hiszpanów.
Zmarł około 1130 roku. Za życia słynął z pobożności, z ducha pokuty i z uczynków miłosierdzia. Został pochowany na cmentarzu św. Andrzeja. W 1170 przeniesiono jego relikwie do kościoła, w którym otrzymał chrzest święty. Informacje o cudach, dziejących się przy jego grobie, ściągały mnóstwo pielgrzymów.

## Kult

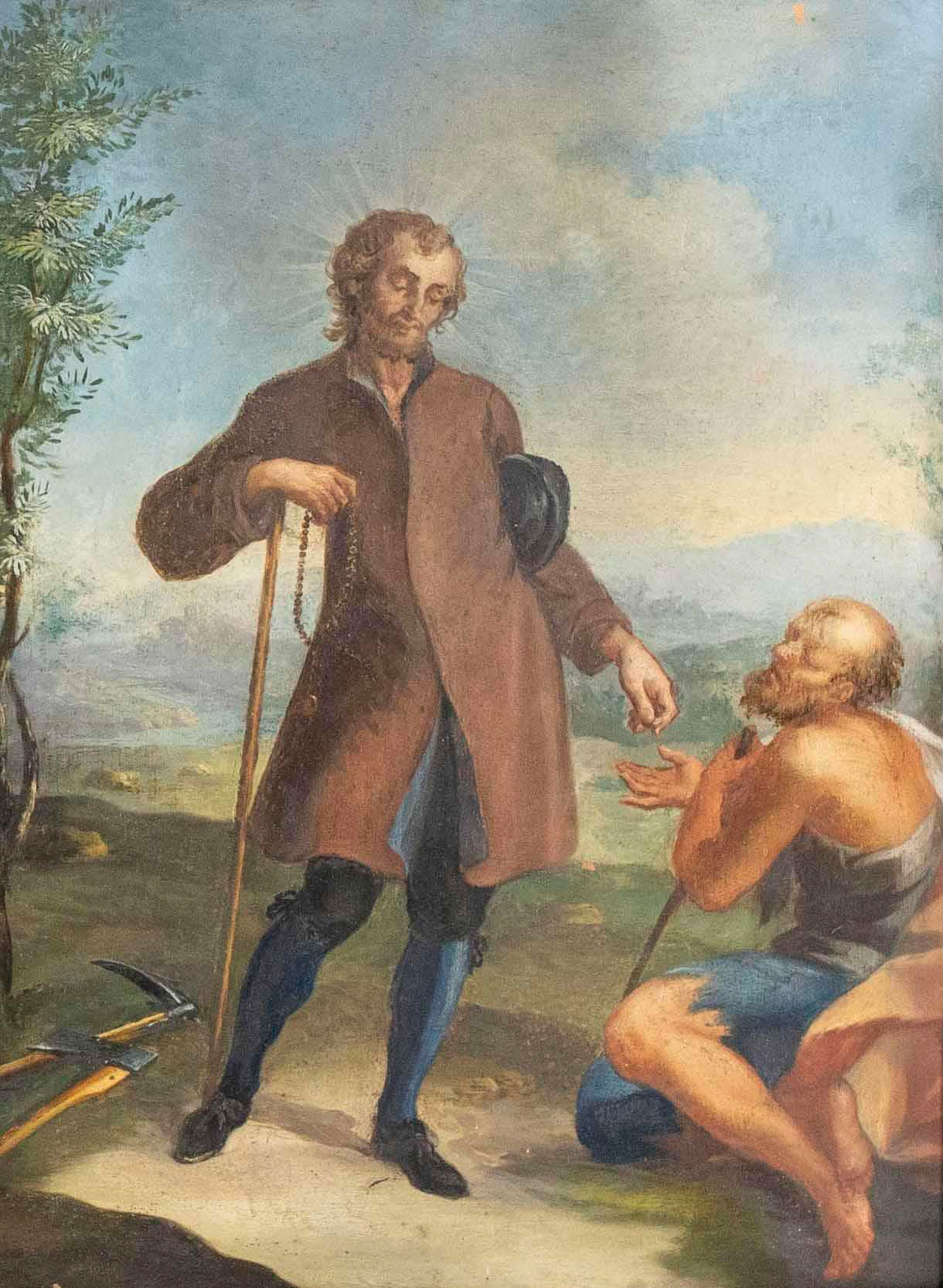
Święty Izydor przedstawiany jest często jako orędownik chłopów i ubogich

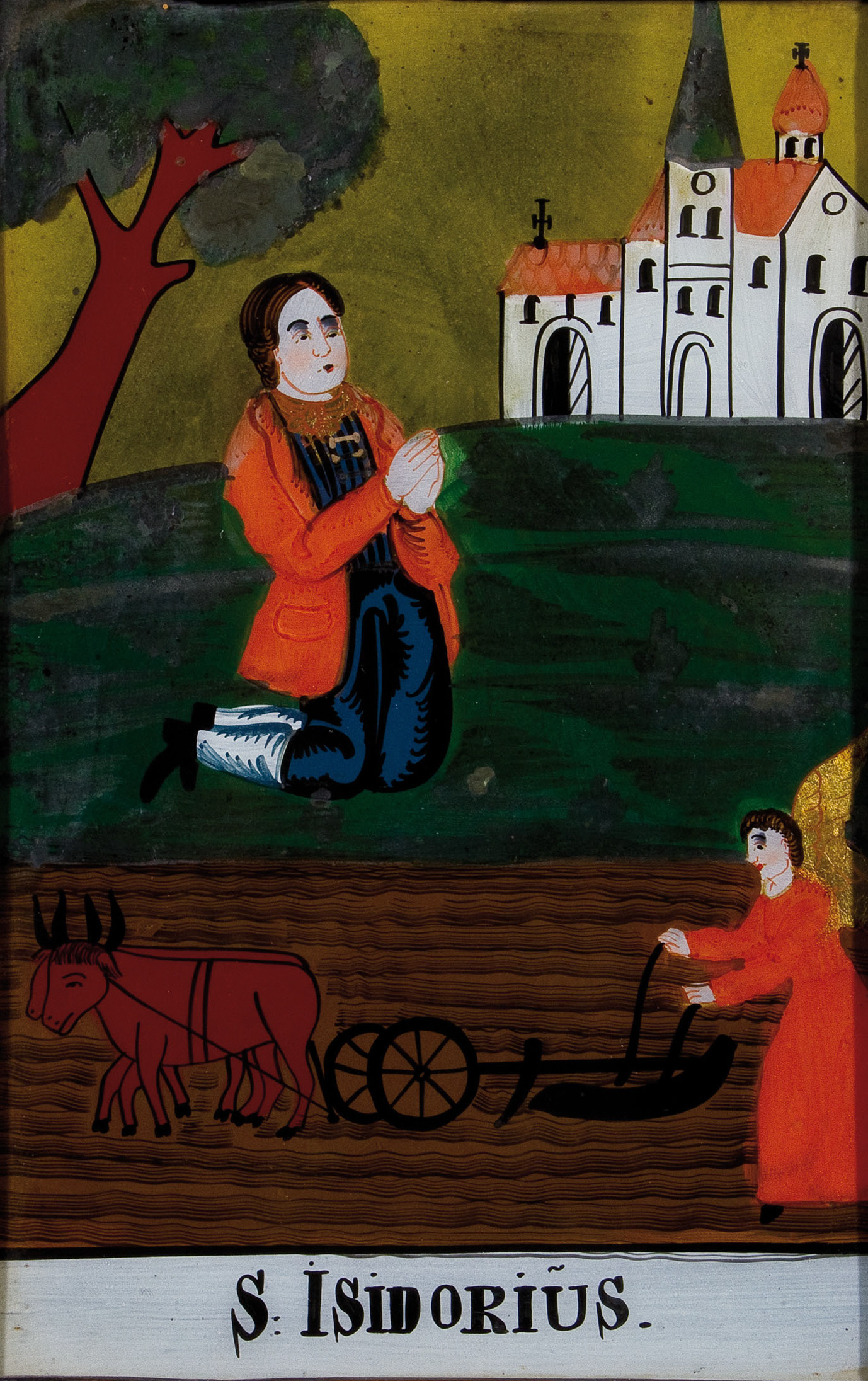
XIX-wieczny, ludowy obraz świętego Izydora malowany na szkle

Beatyfikacji Izydora dokonał w roku 1619 papież Paweł V, a kanonizacji w 1622 Grzegorz XV.
Jego wspomnienie liturgiczne w Kościele katolickim obchodzone jest 15 maja oraz w nadzwyczajnej formie rytu rzymskiego 10 maja.
Patronat
Św. Izydor Oracz jest patronem Madrytu, rolników, osób ciężko pracujących, orędownikiem w czasie suszy, opiekunem zwierząt domowych oraz patronem osób opiekujących się zwierzętami.
W Polsce jest drugim patronem diecezji kieleckiej i patronem wielu parafii, m.in. w Biadkach, Dobrakowie, Radlinie Górnym, Smolanach, Nowej Wsi, Domosławice, Gorzkowicach i Topólczy. W Białymstoku istnieje Stowarzyszenie Świętego Izydora Oracza, które przyznaje Medal Świętego Izydora Oracza za szczególne zasługi dla rolnictwa. Na terenie Polski autentyczne partykuły relikwii Świętego Izydora znajdują się w kościołach w Topólczy w diecezji zamojsko-lubaczowskiej, Górznie w diecezji toruńskiej, Borzykowej w archidiecezji częstochowskiej, Białymstoku w archidiecezji białostockiej oraz w Markach w diecezji warszawsko-praskiej.
Ikonografia
W ikonografii św. Izydor przedstawiany jest z atrybutami takimi jak pług (symboliczne narzędzie pracy rolników) i krucyfiks. Na obrazach malowany jest w charakterystycznym ujęciu, gdy klęczy przed krzyżem lub figurą, a obok aniołowie orzą jego pługiem. Nawiązuje to do jednej z wizji, jakiej miał doświadczyć św. Izydor.
Pozostałe atrybuty: Anioł, który orze podczas modlitwy Świętego, pług zaprzężony w dwa woły, kłosy, laska, spod której wypływa źródło, i różaniec.

### Obchody[7]
Od 1996 roku około połowy maja corocznie odbywa się pielgrzymka św. Izydora Oracza do Sanktuarium Matki Bożej Lubeckiej w Lubecku organizowana przez Śląską Izbę Rolniczą. Do 2020 roku wraz z pielgrzymką organizowany był konkurs orki zabytkowymi traktorami i wystawa zabytkowych maszyn rolniczych przez Stowarzyszenie Rozwoju Wsi Lubecko wraz z Klubem Miłośników Starej Techniki RetroTRAKTOR i klubem Traktor i Maszyna. Obecnie konkurs ten organizowany jest przez stowarzyszenie miłośników ratowania starej techniki Skansen Lubecko w połowie sierpnia. 

## Przysłowia ludowe
- „Na Izydora pusta komora.”[8]
- „Na świętego Izydora często bywa chłodna pora.”
- „Na świętego Izydora dla bociana pora.”
- „Święty Izydor wołkami orze, a kto go prosi, to mu pomoże.”